# Anton Nikolaevič Škaplerov
Anton Nikolaevič Škaplerov (in russo Анто́н Никола́евич Шка́плеров?; Sebastopoli, 20 febbraio 1972) è un cosmonauta russo. Ha partecipato a quattro missioni spaziali (Sojuz TMA-22, Sojuz TMA-15M, Sojuz MS-07 e Sojuz MS-19) di lunga durata tra il 2011 e il 2022 a bordo della Stazione spaziale internazionale. 

## Biografia

### Formazione e carriera militare
Nel 1989 completò l'addestramento di volo del Yak-52 al Club di volo di Sebastopoli e nel 1994 si laureò alla Scuola dell'aeronautica Kachinsk come aviatore. Dopo aver preso una seconda laurea nel 1997 all'Accademia di ingegneria aeronautica militare "N. E. Žukovskij", servì nell'Aviazione russa come pilota istruttore con il grado di colonnello. Nel 1998 fece parte della pattuglia acrobatica "Ussari del cielo" come pilota istruttore presso la Base aerea Kubinka. Nel 2010 conseguì una laurea in Giurisprudenza all'Accademia presidenziale russa dell'economia nazionale e della pubblica amministrazione. Nel 2014 prese un'altra laurea in Scienze tecniche all'Accademia di ingegneria aeronautica militare Žukovskij - Gagarin.

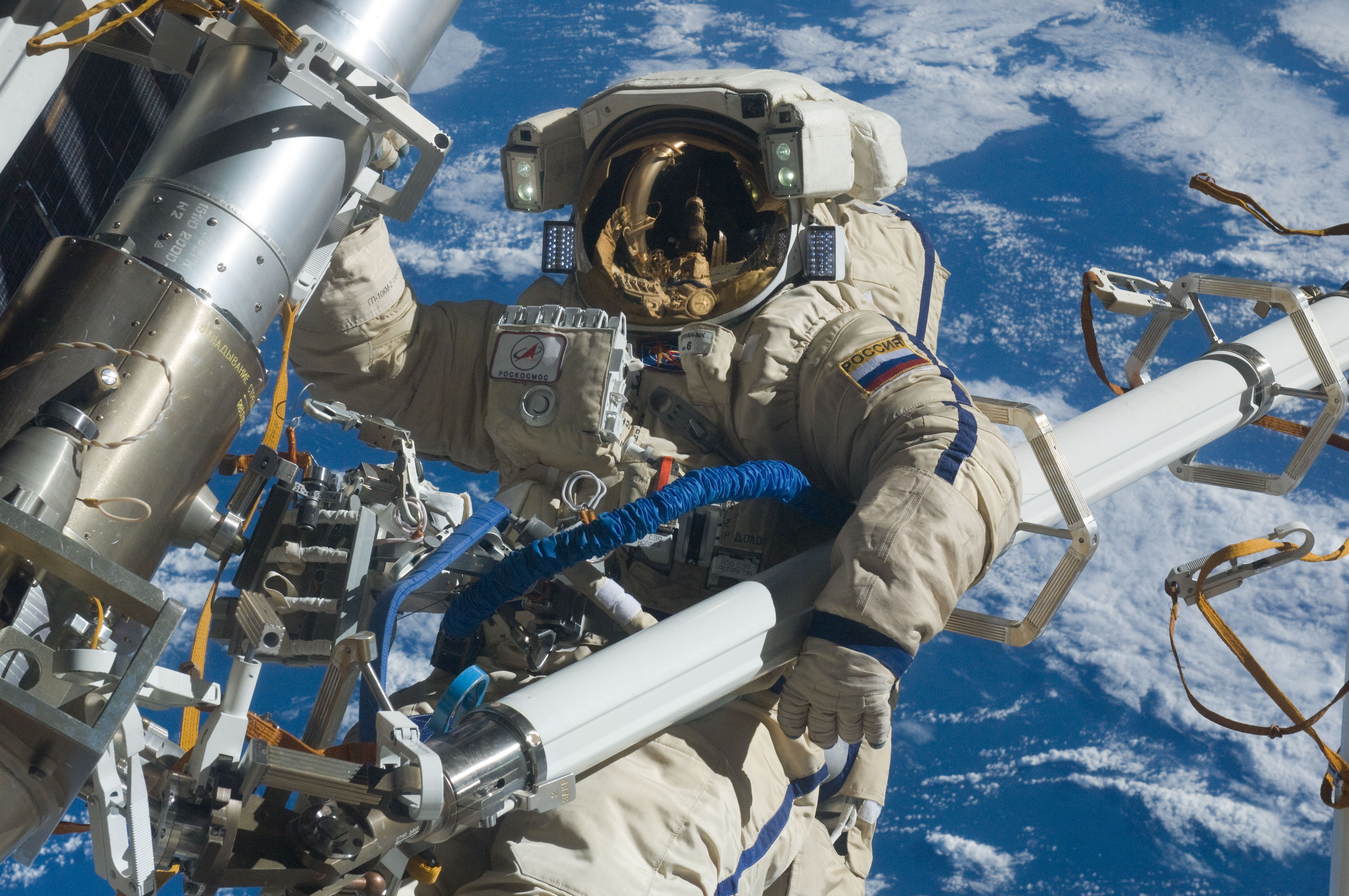
Škaplerov durante la sua prima EVA

### Carriera come cosmonauta
Nel maggio del 2003 venne selezionato come candidato cosmonauta e, nel giugno 2005, dopo due anni d'addestramento al Centro di addestramento cosmonauti Jurij Gagarin, venne qualificato come cosmonauta collaudatore. Tra aprile e ottobre del 2007 occupò la posizione di Direttore delle Operazioni per Roscosmos al Johnson Space Center a Houston. Škaplerov durante la carriera di cosmonauta venne assegnato come comandante degli equipaggi di riserva Sojuz TMA-17 (2009), TMA-21 (2011), TMA-13M (2014) e MS-06 (2017). 

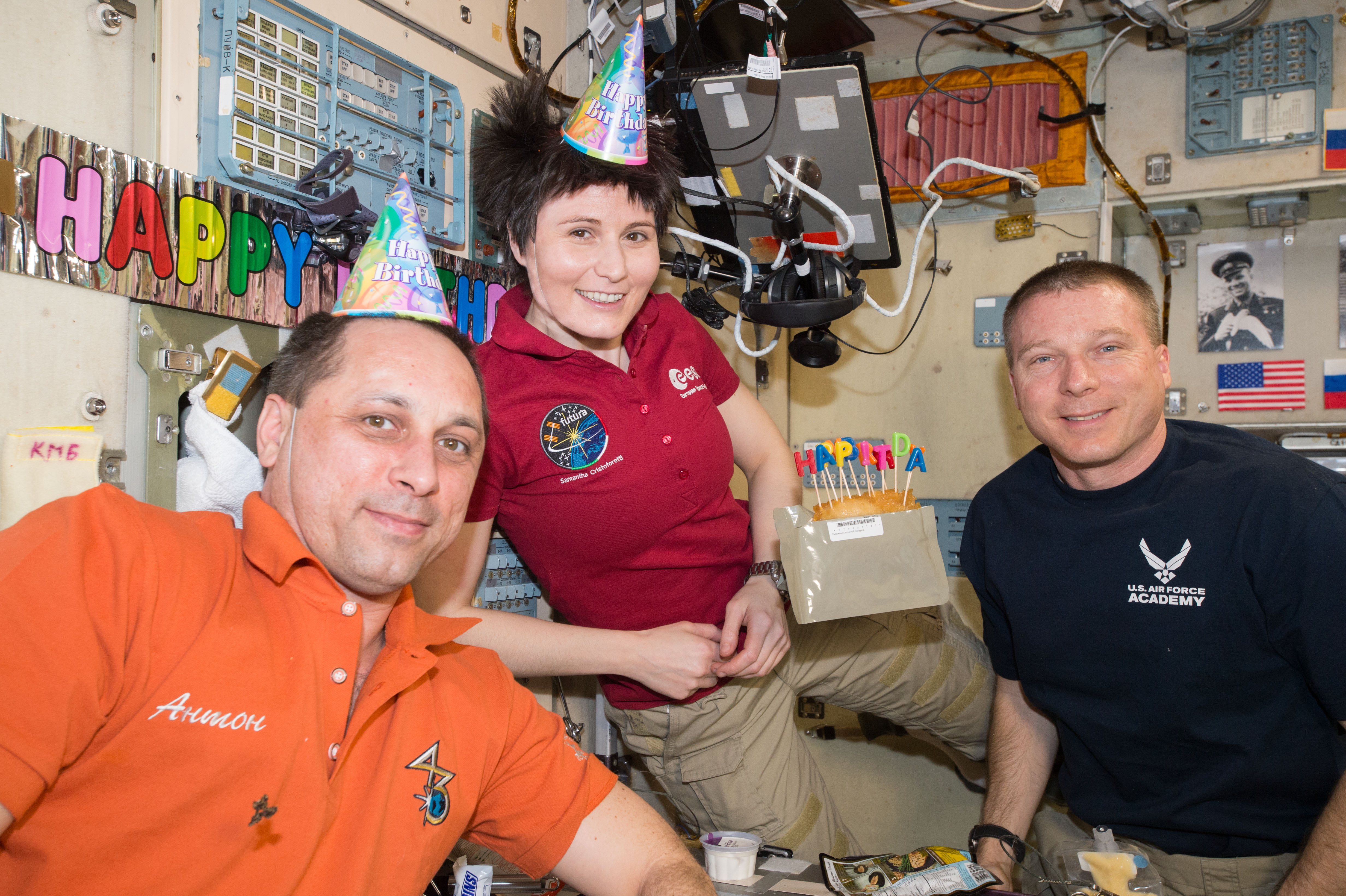
Škaplerov (sinistra), Virts e Cristoforetti durante le celebrazioni per il compleanno di quest'ultima

#### Expedition 29/30
Il 14 novembre 2011 partì per la sua prima missione a bordo della Sojuz TMA-22 da lui comandata con il cosmonauta russo Anatolij Ivanišin e l'astronauta NASA Daniel Burbank per l'Expedition 29/30. Nel periodo trascorso in orbita, Škaplerov si occupò di monitorare le operazioni di aggancio e sgancio dei veicoli cargo russi Progress M-13M M-14M, M-15M, e dell'europeo ATV-3, di effettuare esperimenti scientifici, manutenzione delle attrezzature nel Segmento russo e una attività extraveicolare con Oleg Kononenko. Si trovava a bordo quando si presentò il pericolo di impatto detriti con la ISS il 24 marzo 2012; gli equipaggi della Sojuz TMA-22 e Sojuz TMA-03M che si trovavano in quel momento sulla ISS si rifugiarono nelle loro navicelle in attesa del passaggio del detrito che fortunatamente non colpì il laboratorio orbitale. Alla fine dell'Expedition 30, dopo essersi sganciato dalla ISS con il suo equipaggio, atterrò nel Kazakistan il 27 aprile 2012.

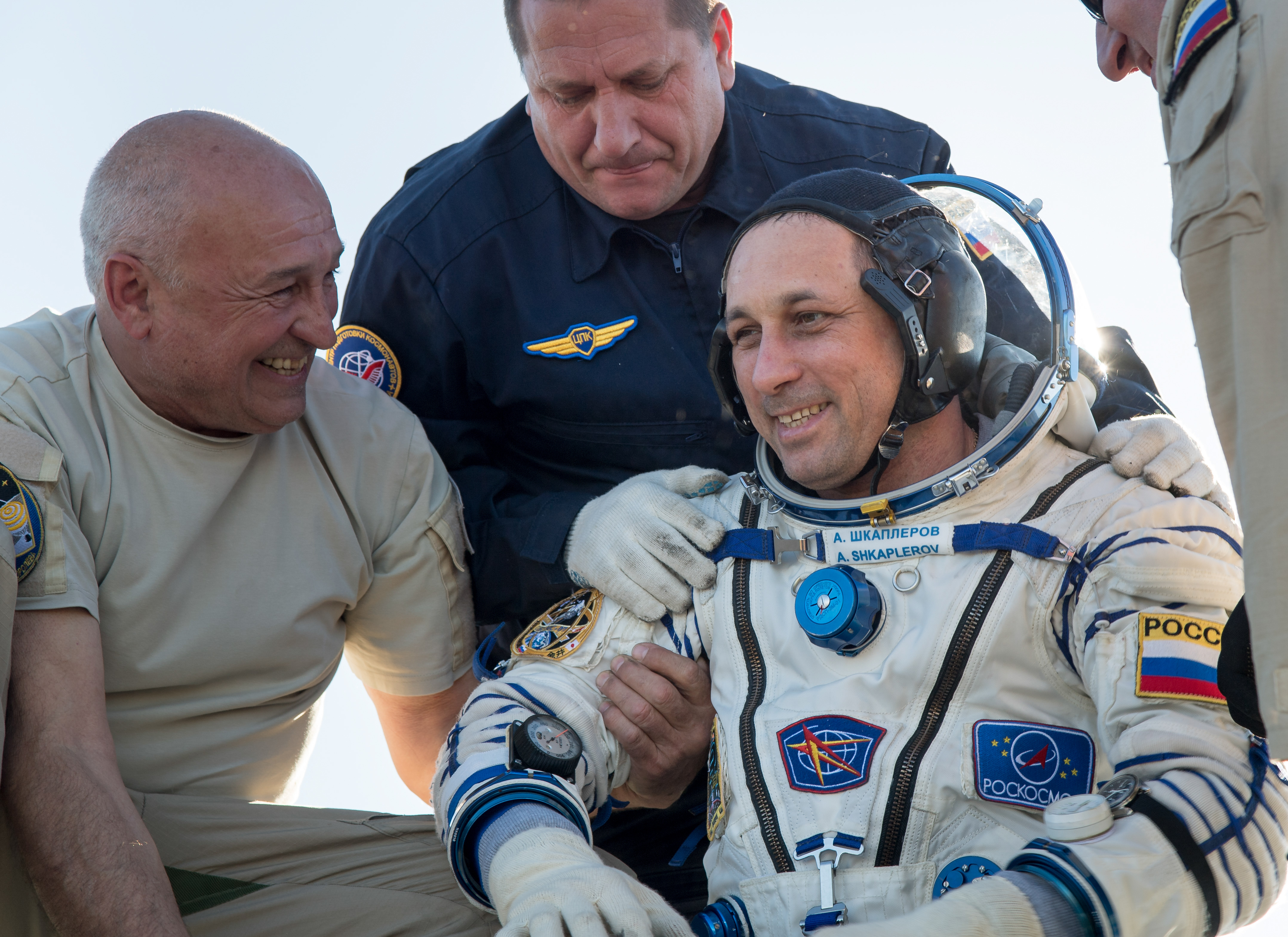
Škaplerov subito dopo essere atterrato dal suo terzo volo spaziale

#### Expedition 42/43
Il 23 novembre 2014 attraccò alla Stazione, poco meno di sei ore dopo il lancio, a bordo della Sojuz TMA-15M con l'astronauta italiana dell'ESA Samantha Cristoforetti e l'astronauta NASA Terry Virts per le Expedition 42/43. La mattina del 14 gennaio 2015 a bordo della ISS si verificò un falso allarme di perdita di ammoniaca nel Segmento americano (USOS) della Stazione; gli astronauti dell'USOS dell'Exp 42 lasciarono il loro Segmento per rifugiarsi nel Segmento russo insieme a Škaplerov e gli altri cosmonauti per monitorare l'emergenza in sicurezza. Durante l'Exp 43 come responsabile del Segmento russo diede il benvenuto ai membri della Sojuz TMA-16M, Padalka, Kornienko e Kelly; questi ultimi due fecero parte della missione annuale One Year Mission. Il lancio fallimentare della missione cargo Progress M-27M avvenuto il 28 aprile 2015 prolungò la missione dell'equipaggio della Sojuz TMA-15M di un mese, dato il posticipo della missione Sojuz successiva (Sojuz TMA-17M) che dovette aspettare la conclusione dell'investigazione. Il rientrò sulla Terra avvenne l'11 giugno 2015, dopo 199 giorni di missione.

#### Expedition 54/55
Il 17 dicembre 2017 tornò sulla ISS a bordo della Sojuz MS-07 con il l'astronauta NASA Scott Tingle e l'astronauta giapponese Norishige Kanai, entrambi al primo volo, per prendere parte all'Expedition 54/55. Effettuò un'attività extraveicolare con Aleksandr Misurkin per installare una nuova scatola elettronica per le comunicazioni tra il Centro di controllo missione e il Segmento russo sulla ISS. Il 27 febbraio 2018 con lo sgancio della Sojuz MS-06 divenne il comandante dell'Expedition 55, responsabile della sicurezza dell'equipaggio e della Stazione Spaziale Internazionale. Dopo 168 giorni di missione tornò sulla Terra concludendo con successo la sua terza missione spaziale.

#### Expedition 66
Partì per la sua quarta missione spaziale il 5 ottobre 2021 sulla Sojuz MS-19 con i partecipanti al volo Klim Šipenko e Julija Peresil'd. Data la mancanza di ingegnere di volo a bordo, Škaplerov dovette addestrarsi negli anni precedenti al lancio a pilotare senza assistenza il veicolo Sojuz modificato appositamente. Durante l'attracco con la Stazione Spaziale Internazionale, le operazioni di attracco automatico non andarono nominalmente e Škaplerov dovette prendere il controllo del veicolo ed eseguire un attracco manuale. Il 6 novembre divento il comandante della Stazione Spaziale Internazionale, assumendosi la responsabilità della ISS, dell'equipaggio e del conseguimento degli obiettivi della missione durante l'Expedition 66. Il 30 marzo 2022 fece ritorno sulla Terra insieme al cosmonauta Pëtr Dubrov e all'astronauta Mark Vande Hei.

## Vita privata
Škaplerov è sposato con Tatyana Petrovna e hanno due figlie, Kristina e Kira.

## Galleria d'immagini

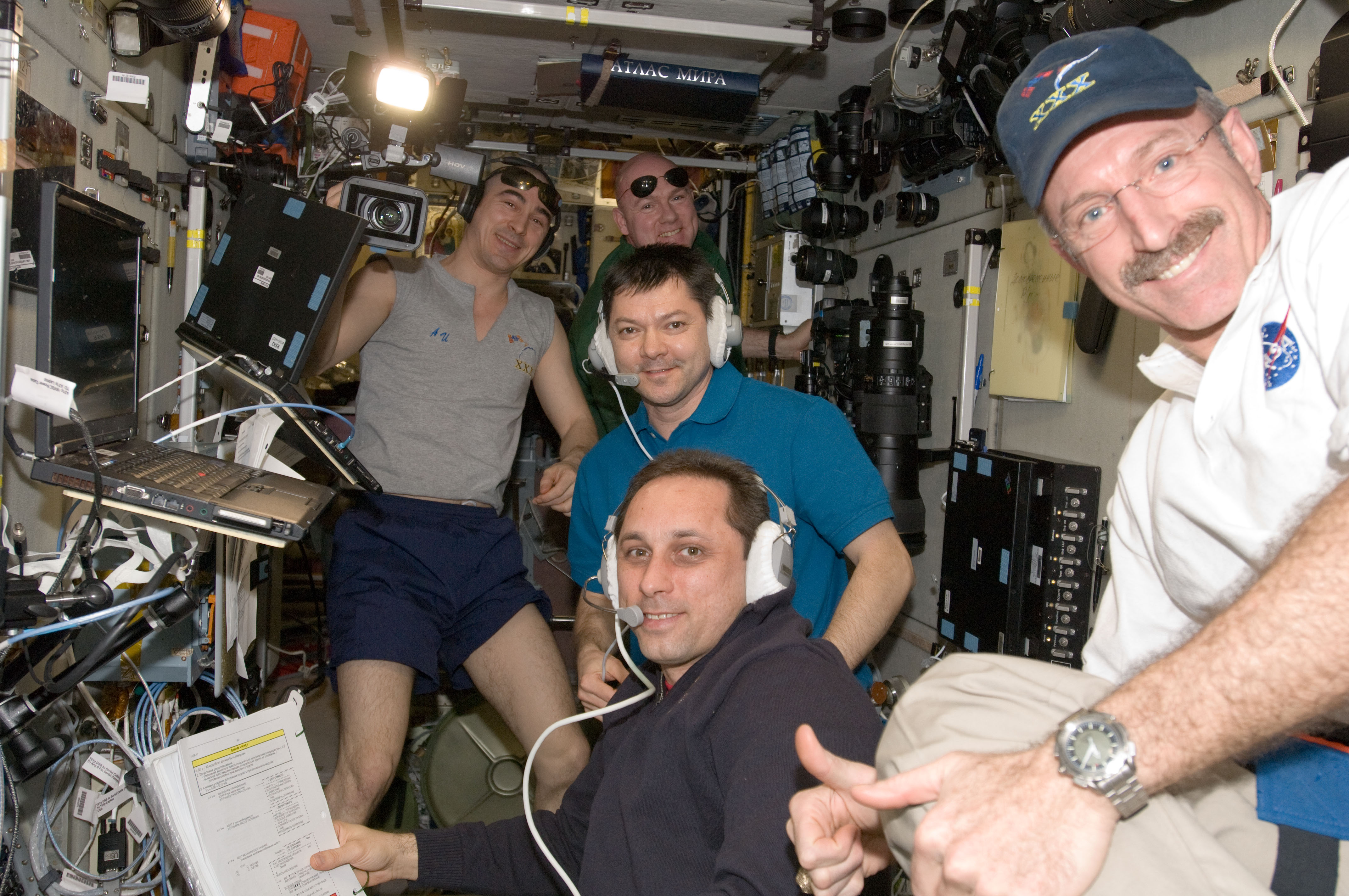
Škaplerov e l'Expedition 30 dopo l'attracco di un cargo Progress
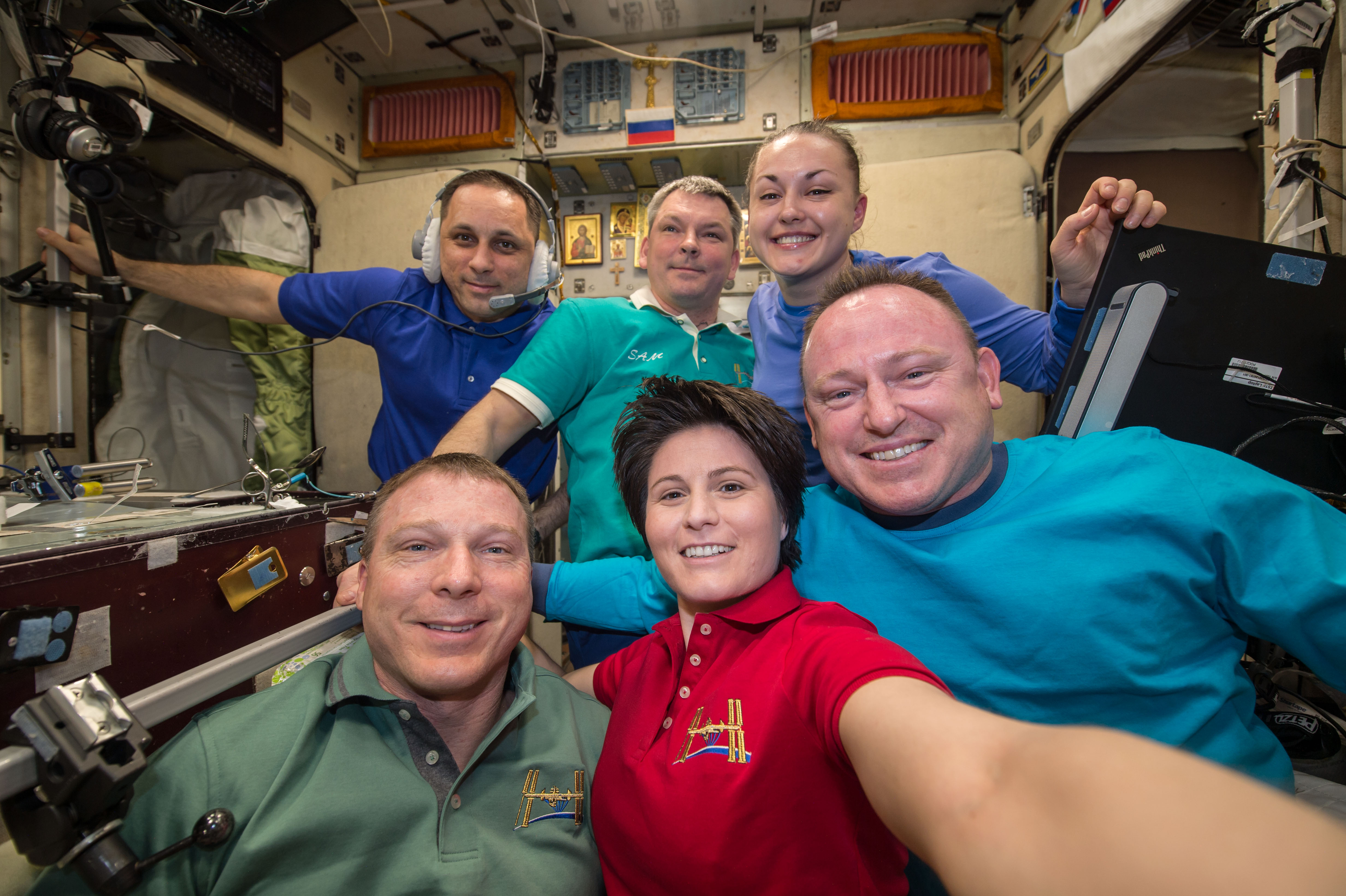
Poco prima dello sgancio della Sojuz TMA-14M
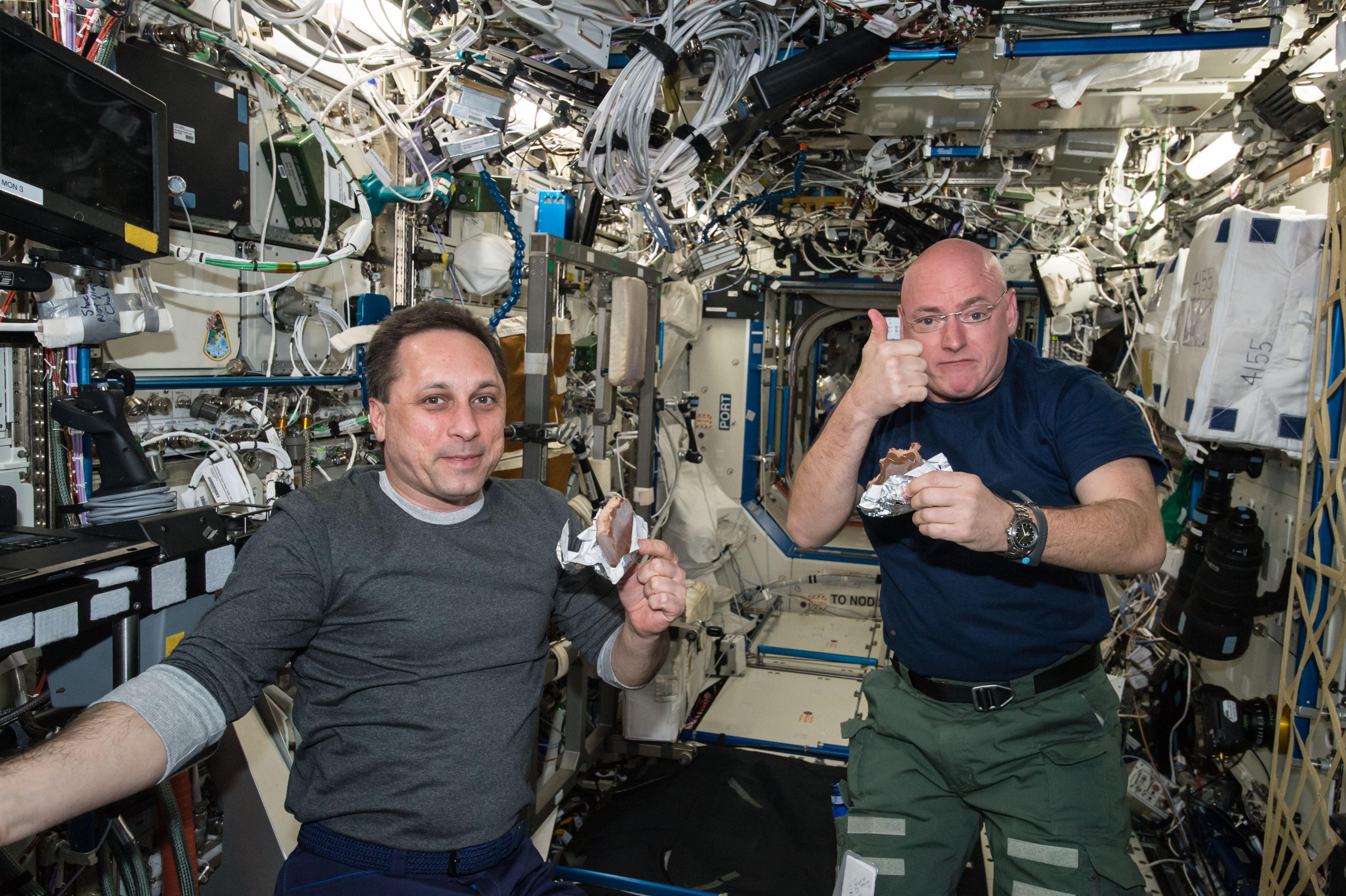
Škaplerov (sinistra) e Kelly si gustano un raro gelato dopo l'attracco di una Dragon
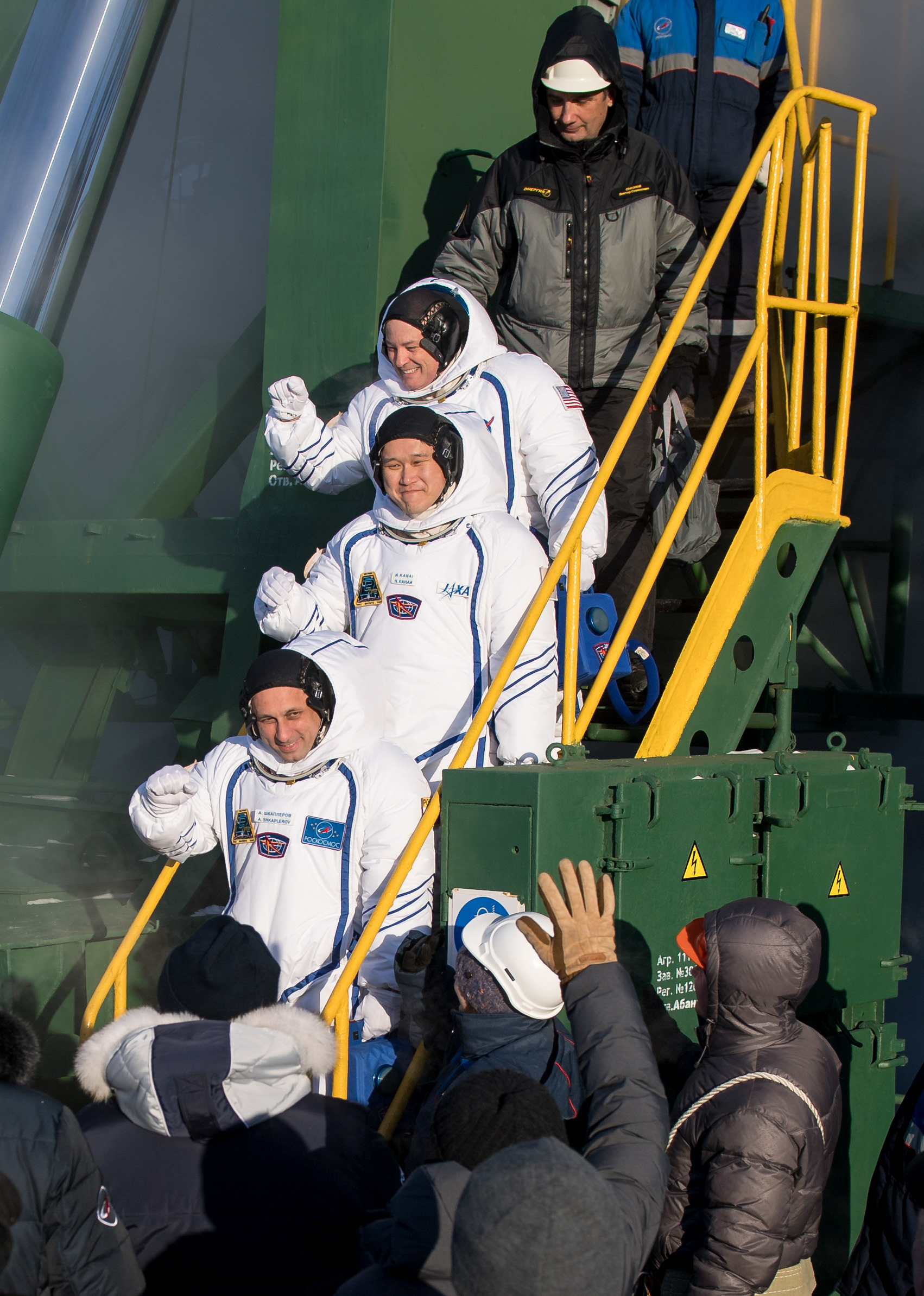
L'equipaggio della Sojuz MS-07 con addosso le poco utilizzate tute termiche sopra la Sokol prima del lancio
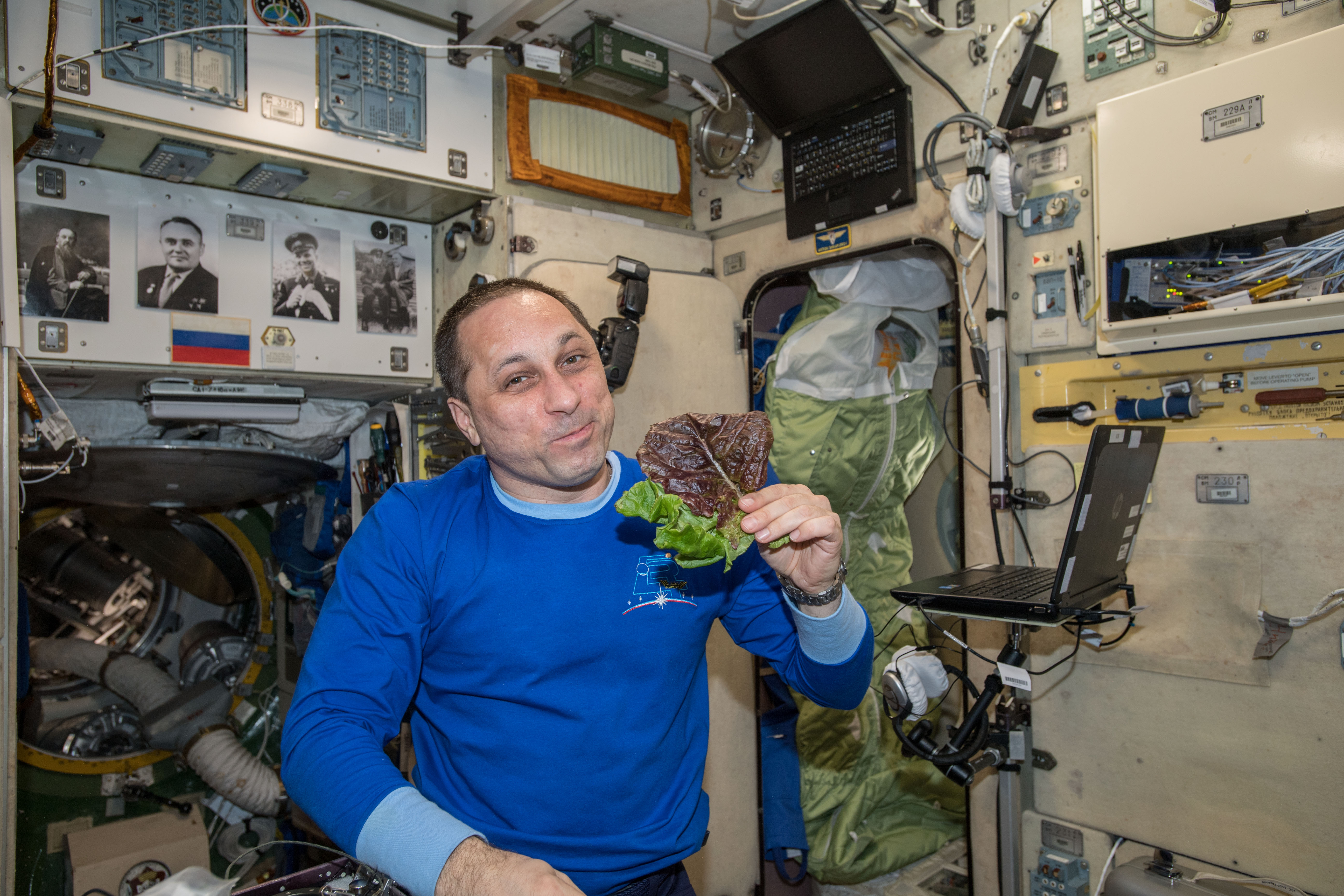
Škaplerov assaggia una verdura a foglia verde cresciuta a bordo della ISS durante l'Exp 55